# Australutica quaerens
Australutica quaerens är en spindelart som beskrevs av Rudy Jocqué 1995. Australutica quaerens ingår i släktet Australutica och familjen Zodariidae.
Artens utbredningsområde är Sydaustralien. Inga underarter finns listade.